# Ivan Dovhodko
Ivan Viktorоvytj Dovhodko (ukrainska: Іван Вікторович Довгодько), född 15 januari 1989, är en ukrainsk roddare. Hans syster, Natalija Dovhodko, är också en olympisk roddare.
Dovhodko tävlade för Ukraina vid olympiska sommarspelen 2012 i London, där han slutade på 9:e plats i scullerfyra.
Vid olympiska sommarspelen 2016 i Rio de Janeiro slutade Dovhodko på 6:e plats i scullerfyra. Övriga i roddarlaget var Dmytro Michhaj, Artem Morozov och Oleksandr Nadtoka.